# Meranoplus sthenus
Meranoplus sthenus är en myrart som beskrevs av Bolton 1981. Meranoplus sthenus ingår i släktet Meranoplus och familjen myror. Inga underarter finns listade i Catalogue of Life.